# 대니 팬텀 (등장인물)
대니 팬텀(Danny Phantom)은 애니메이션인 《대니 팬텀》에 나오는 주인공이다.

## 캐릭터
대니 펜튼은 부모님이 발명한 기계에 우연히 들어갔다가 반유령이 되고 말았다. 반유령이 되고나서도 얼마간은 자기의 몸을 잘 통제하지 못했다. 

### 특징
Halfa (반유령)
- 반유령이기 때문에 인간으로서의 생활과 유령으로서의 생활을 즐긴다. 유령 연구를 좋아하시는 부모님들이 계셔서 자신이 유령이라는 것을 남에게 알릴 수도 없다. 유령이라는 것을 알고 있는 사람은 대니가 유령이 된 날 그 장소에 함께 있었던 그의 친구인 "터커 폴리"와, "샘 맨슨" 뿐이다. 후에 시즌 1 에피소드 9 "동생을 사랑하는 방법"에서는 누나인 재즈 펜튼도 이 사실을 알고 대니를 이해해준다. 부모님이 개발한 유령 포탈에서 쏟아져 나오는 유령들을 유령세계로 돌려보내는 일을 하고 있다. 주인공으로 14세소년이다.유령 잡는 데에 관심이 있는 부모가 만든 기계 안에 들어갔다가 반은 유령,반은 사람인 상태가 된다.공부에 그다지 소질은 없지만 정의감이 강하고 현실세계에 나타나 사람들을 괴롭히는 나쁜 유령들을 다시 유령 세계로 돌려보내는 일을 한다.

### 능력
- 투명화, 무형화(대니 스스로를 보이지 않게 하고,자신과 접촉한 다른 사람이나 물건도 투명화시킬 수 있다.벽이나 물건 통과는 기본이다.)
- 유령 광선(주로 대니의 손에서 발사)
- 아이스빔-영혼의 냉기(일종의 냉동 유령 광선이다.기타 사물을 얼릴 수도 있고,얼음을 만들어낼 수도 있다.)
- 유령초음파-영혼의 통곡(대니가 가진 가장강력한 힘,최대한 에너지를 사용해 울부짖으면 대니의 입에서 가장 강력한 음파가 발사되며 유령,사물등을 무너지게 하거나 날릴수도 있다. 그러나 이 능력을 한번 사용시 대니의 파워는 약해진다.)
- 분신술(말 그대로 자신과 같은 존재를 하나더 만들어내는 것이다.분신은 원본과 똑같은 능력을 지니고 있어,합동공격이나 개인공격도 가능하다.)
- 유령변신
- 유령감지(가까운 곳에 유령이 있을 경우,대니 본인의 의지와는 상관없이 차가운 푸른 연기가 대니의 입에서 나온다.)
- 유령방어막(공격을 막거나 튕겨낼수 있으며 2가지종류가 있다.)

1. 구형이나 반구형 방어막으로 대니 주의를 완전히 둘러싸는 형태이다.
2. 하나의 벽을 만들어 내는 것으로 유령광선처럼 멀리 있는 곳에 만드는 것도 가능하다.

- 보유(하늘날기)/공중정지(공중을 떠다니거나 날아다녀 공격을 할 때,안정을 취할 때도 쓸 수 있다.자신과 접촉한 사람도 날게 할 수 있고, 대니가 날아다닐 때 그의 하반신은 종종 '유령 꼬리'모양으로 변한다. 그의 비행속력은112mph(즉180km)이다.)
- 형태변의(말그대로 몸의 모양을 바꿀 수 있다.몸을 반으로 나누거나 길게 늘어질 수도 있다.)
- 빙의(대니의 몸을 투명화 시켜 무생물,동물,사람 몸속에 들어가 조종하는 것이다.빙의된 존재는 대니의 유령눈 색깔과 같은 초록색 눈이 된다.)
- 전기충격(영적 에너지를 이용하여 전기충격을 주는 것이다.)
- 순간이동(원래는 '프릭쇼' 놀릴려는 투명화를 이용한 장난이지만 어쩌다가 정말로 되어버린 말 그대로 없어졌다가 다른 장소로 나타나는 것이다.)
- 염력(유령광선으로 물체를 잡아 올리고,움직이게도 할 수 있는 능력이다.청소에 매우 유용하다.)
- 날씨변화(볼텍스에 의해 우연히 대니에게 전해진 능력으로 에피소드에 단 한 번 나오며 대니의 기분에 따라 날씨가 바뀌는 능력이다.)

## 주변 인물
대니 펜튼은 Halfa(반유령)인 만큼 유령쪽으로도 인간 쪽으로도 아는 사람이 많다. 하지만, 이 문서에서는 주요한 영향을 미친 인물만 놓기로 한다.

### 터커 폴리
cv:정재헌
대니의 둘도 없는 친구이다. 하지만 유령이 된 대니와는 함께 하지 못한다는 것을 아쉬워한다. 대니의 정체를 알고 있으며 유령을 돌려보내는 일을 돕는다.
'전자제품 찌질이'라는 별명 그대로 기계를 매우 잘 다루며 기계를 거의 사랑한다. 그런만큼 대니에게 큰도움을 주기도 하며 마지막애피소드에서는 기계를 다루는 지혜로 사람들과 함께 지구를 구한다.

### 샘 "사만다" 맨슨
성우:정미숙
대니의 둘도 없는 친구이다. 대니를 좋아하고 있다. 하지만 대니는 시즌1 에피소드2 "어버이의 유대"부터 폴리나에게 크나큰 관심을 가지고 있어서 질투를 한다. 집은 매우 엄청난 부자라서 그 점을 사용해 대니에게 도움을 주기도 한다. ('11화 록가수 엠버'편을 참고하면 대니도 샘을 좋아했다는 걸 알 수 있다.)

### 잭/메디 "메들라인" 펜튼
대니의 부모님. 이상한 기계를 발명한다. 하지만 그 기계가 대개 대니의 유령 사냥에 도움이 되기도 한다.(특히 '유령캡처 장치'가 제일 큰 도움이 된다.)

### 재즈 "쟈스민" 펜튼
대니의 누나. 시즌 1 에피소드 9 "내 동생의 지킴이"부터 대니의 정체를 알았으며 그 이후에 여러가지로 대니를 도와주다가 시즌 2 에피소드 5 "궁극의 적"에서부터 대니에게 자신이 정체를 알고 있다는 사실을 알리고 전적으로 도와준다.

### 스컬커
원래는 아주 작은 유령이지만 자신이만든 기계(?) 안에 있는다.
블라드 아저씨와같이 대니의천적이다.'희귀종 대니' 를참고하면 대니를 자신의   
소집품으로 삼고싶어한다. 평소때는 대니와 싸우는 것이 일이지만 때때로 대니와 
함께 싸우는 든든한 아군이 되어주기도 하고 그역시 다른 유령을 생포하고 다닌다.
한마디로 대니와 스컬커는 라이벌 관계라 할 수 있다.

### 블라드 마스터즈/플라즈미어스
대니의 가장 큰 적이라고 할 수 있다.
대니의 부모님인 잭과 메디의 대학교 동창이며, 시즌 1 에피소드 7 '위험한 동창'에서 처음 등장한다.
대니의 엄마 매디를 사랑하며, 자신의 아들이 되기를 거부한 대니를 공격한다.
똑같이 반유령이기 때문에 대니가 할 수 있는 것 중 유령 초음파와 아이스빔 능력을 빼고는 다 한다.
본명은 블라드 마스터즈. 시즌 2 에피소드 3'눈에는 눈, 이에는 이!'에서 애미티 파크의 시장이 된다.
원래는 플로리다에 집이 있다.(실제파워는 대니보다 강하지만 매번 대니에게 당한다.)
그러나 딱한번! 대니팬텀의 미래편에서 대니가 그에게 의지하면서 자신의 인간적인 감정을
없에달라고 하지만 그로인해 블라드의 유령파워가 분리! 결국 플라즈미어스와 대니팬텀이
융합해서 다크대니가 탄생하지만 과거대니에 의해 다시 지금은 클락워크의 탑에 봉인되어 있다.
이후 블라드 플라시미어즈는 마지막 에피소드인 시즌 3 에피소드 12,13'지구를 지켜라'에서 
지구전체를 점령하려는 계획에 실패하여 영원히 우주를 떠돌게 된다.

### 대쉬 백스터
학교에서 인기짱인 남자아이로 힘이 세서 인간일 때의 대니를 때리고 다닌다.
하지만 유령일 때의 대니는 남자가 보아도 멋있다고 칭찬을 한다.
(잘생긴 아이로 나오고 운동을 잘한다.대니의 호칭으로 '찌질이 대니'라고 부른다.)

### 폴리나 산체스
학교에서 인기짱인 여자아이. 샘을 상당히 싫어하고,가끔 샘을 약올리기위해   
대니에게 달라붙는다. (유령모습인 대니를 좋아한다.)
학교에서는 치어리더를 한다.

### 다크 대니
대니팬텀의 미래 1부 2부편에서 등장하고 이대니는 제목그대로 미래의 대니지만 사실은 플라시미어즈와 융합되어 그의 악마적인 성격의 영향을 받아서 영웅이 아닌 악당짓을 한다. 초음파공격으로 에미티 파크를 파괴시키는등 엄청난위력을 발휘하지만 결국 결국 현재대니도 초음파공격을 배우고 다크대니를 캡처장치 안에 가두고 다크대니가 들어있는 캡처장치는 현재 클락워크의탑에 있다 자세히보면 과거 대니는 얼음속성의 능력을 가진반면 다크대니는 불속성능력을 가진것으로 생각된다.

### 다니엘 "대니" 팬텀
시즌 2 에피소드 20 '동일한 정신'에서 처음 등장. 
블라드가 대니의 복제인간(이하 클론)을 만드는 도중에 만들어진 결정체. 대니와 똑같이 '다니엘'로서, 여자이다. 처음엔 대니에게 사촌이라고 거짓말을 해서 접근한 다음, 그를 블라드에게 넘기지만 나중에 블라드가 자신을 하인으로 생각한다는 것을 깨닫고는 대니와 함께 블라드를 공격한다. 후에, 시즌 3 에피소드 11 '동생의 귀환'에서 자신의 몸이 녹는 것을 보고 돌아와 대니에게 도움을 청하지만, 몰래카메라로 보고 있던 블라드는 다니엘을 해부할 목적으로 '대니 팬텀'은 증오하고 '대니 펜튼'은 좋아하는 대니의 동급생이면서 유령사냥꾼인 발레리를 시켜 그녀를 잡아오게 한다. 하지만, 대니(물론 팬텀)는 발레리를 설득해 오히려 블라드의 집으로 간다. 결국 다니엘은 몸을 고치고 다시 여행을 떠난다.이후 마지막 에피소드에서 까메오로 출연한다.